# بوني جي. سميث
بوني جي. سميث (بالإنجليزية: Bonnie G. Smith)‏ هي مؤرخة أمريكية، ولدت في 30 يونيو 1940 في بريدجبورت في الولايات المتحدة.